# Rietzer Straße
De Rietzer Straße (L285) is een 900 meter lange Landesstraße (lokale weg) in het district Imst in de Oostenrijkse deelstaat Tirol. De weg is een zijweg van de Tiroler Straße (B171) en zorgt voor een verbinding met Rietz (685 m.ü.A.). Het beheer van de straat valt onder de Straßenmeisterei Imst.